# 로버트 파

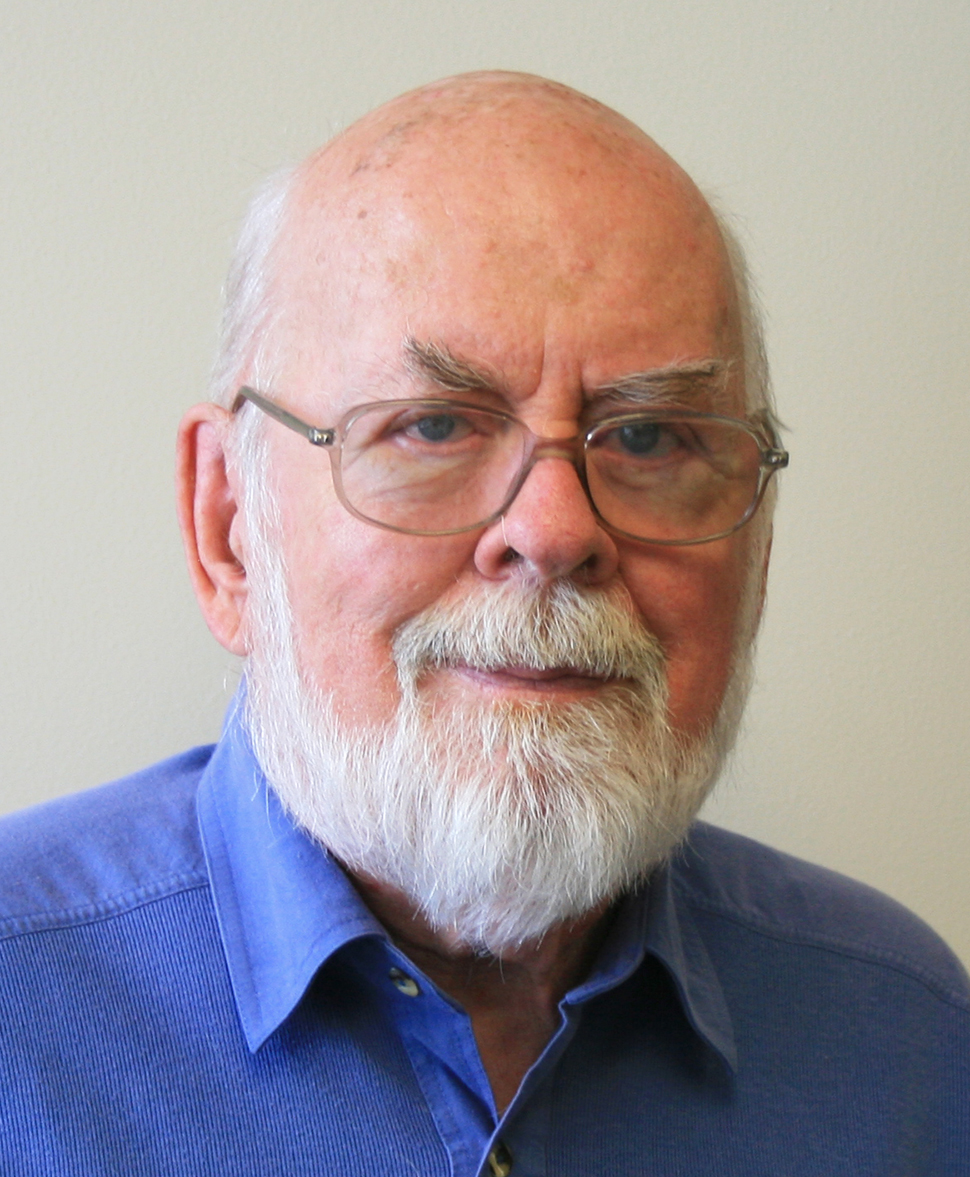

로버트 파(Robert Ghormley Parr, 1921년 9월 22일 ~ 2017년 3월 27일)은 이론 화학자이다. 노스 캐롤라이나에서 화학을 가르치기도 했다.

## 경력
1947년, 미네소타 대학교에서 물리화학 분야에서 박사 학위를 받았다. 학위 수여 후 미네소타에 부임하여 1년간 있었다. 1948년 현 카네기 멜론 대학교에 정교수 자격으로 부임하였다. 1962년에는 존스 홉킨스 대학으로 옮겼고, 1974년에 노스 캐롤라이나 대학으로 옮겼다.